# آبی نئون
آبی نئون یا آبی الکتریکی رنگی است که تعریف آن متفاوت است اما اغلب نزدیک به فیروزه‌ای روشن در نظر گرفته می‌شود و نشان‌دهندهٔ رنگ رعد و برق، جرقه الکتریکی و رنگ گاز آرگون یونیزه است. نام اصلی آن برگرفته از درخشش هوای یونیزه شده‌است که در هنگام تخلیه بار الکتریکی ایجاد می‌شود، اگرچه معنای آن گسترش یافته و شامل سایه‌هایی از آبی است که به‌طور شدید یا متغیر «الکتریکی» هستند. قوس‌های الکتریکی بسته به گازهای درگیر می‌تواند باعث انتشار رنگ‌های مختلفی شود، اما آبی و بنفش رنگ‌های معمولی هستند که در تروپوسفر تولید می‌شوند که در آن اکسیژن و نیتروژن غالب است.
نخستین استفاده ثبت‌شده از آبی الکتریکی به عنوان نام رنگ در انگلیسی در سال ۱۸۴۵ بود. رنگ آبی الکتریکی (نسخه‌ای که در زیر به عنوان آبی الکتریکی متوسط نشان داده شده‌است) در دهه ۱۸۹۰ مرسوم بود.

## در طبیعت
خرچنگ آبی گونه‌ای از خرچنگ آب شیرین بومی فلوریدا است.
گکوی آبی الکتریکی نخستین بار توسط زیست‌شناس ویلیام در دهه ۱۹۵۰ کشف شد.